# Kolonia Orneta
Kolonia Orneta – zlikwidowany przystanek osobowy w Wojciechowie, w gminie Orneta, w powiecie lidzbarskim w województwie warmińsko-mazurskim, w Polsce. Położony przy linii kolejowej z Ornety do Morąga otwartej w 1898 roku. W 1945 roku linia została zamknięta i rozebrana.